# 格羅德諾戰役 (1708年)
格羅德諾戰役 (1708年)是瑞典入侵俄羅斯的第一仗，發生於1708年1月27日，屬大北方戰爭。當時格羅德諾是由波蘭立陶宛統治。

## 戰役過程
瑞典入侵俄羅斯之始，卡爾十二世便得知彼得大帝出現在格羅德諾，於是立即率領前鋒約800人進軍當地。彼得大帝等到剩餘部隊跟上後，在格羅德諾地區已有9,000人之眾可供作戰，其中2,000人駐紮在城鎮附近的橋樑。瑞典國王一到便率領騎兵突襲，將俄國人趕走。
經歷短暫的激戰後，俄軍戰死100人、被俘50人，從守衛的橋樑撤入城內。彼得大帝對於瑞典軍神速到來感到驚訝，甚至一度本人還有被俘的危險。隨後他指揮部隊撤往別列津納河，留下一座不設防的城市，而卡爾十二世也在僅兩小時後就進入城內。
瑞典國王此役以寡擊眾，迫使數量遠勝己方的俄軍從優勢守位撤走。然而，彼得大帝在發現瑞典前鋒軍數量後，便派出麾下3,000人試圖奪回格羅德諾，甚至是俘獲瑞典國王本人。當夜幕降臨、士兵沉睡之時，俄軍來到格羅德諾城門前，但受阻於守在那的30名瑞軍。因打鬥聲起，卡爾十二世和其部隊因此警醒，便在城內和俄軍進行另一場戰鬥，並成功擊敗後者，造成俄軍56人戰死；而瑞典軍則有11人戰死、43人負傷。